# Цимбал, Людмила Трофимовна
Людмила Трофимовна Цымбал (укр. Людмила Трохимівна Цимбал; 1937—2012) — советский и украинский учёный в области физики, доктор физико-математических наук (1982), профессор (1985), член-корреспондент АН УССР (1988). Лауреат Государственной премии УССР в области науки и техники (1980). Заслуженный деятель науки и техники Украины (1998).

## Биография
Родилась 12 октября 1937 года в Харькове.
С 1953 по 1958 год обучалась на радиофизическом факультете Харьковского государственного университета. С 1958 по 1961 год на научно-исследовательской работе в закрытом ОКБ-692 в качестве инженера, занималась вопросами связанными с проблемой устойчивости систем управления серии МБР. 
С 1961 по 1964 обучалась в аспирантуре Харьковского физико-технического института низких температур АН УССР, ученица академика А. А. Галкина. 
С 1964 года на научно-исследовательской работе в Донецком физико-техническом институте
АН Украинской ССР — АН Украины в качестве научного сотрудника, заведующего лаборатории, с 1981 года — руководитель отдела ультразвуковых исследований твердого тела, с 2006 года — советник директора этого научного института.

### Научно-педагогическая деятельность и вклад в науку
Основная научно-педагогическая деятельность Л. Т. Цымбал была связана с вопросами в области физики и комплексному изучению динамики и 
магнитоакустики фазовых преобразований в магнитодиэлектриках, в том числе в 
ортоферитах, занималась исследованиями электронных свойств металлов и доплеро-фанового резонанса в металлах. Под руководством Л. Т. Цымбал были найдены температурные переходы нового типа во внешнем магнитном поле, являющиеся следствием магнитного размерного эффекта. Л. Т. Цимбал являлась членом Учёного и Диссертационного советов ДФТИ, членом Украинского национального совета по науке при Президенте Украины, являлась членом консультативного и редакционного советов научных журналов «Физика низких температур» и «Физика и техника высоких давлений».
В 1971 году защитила кандидатскую диссертацию по теме: «Экспериментальное исследование пространственных резонансов в Cd на радиочастотах», в 1982 году — докторскую диссертацию на соискание учёной степени доктор физико-математических наук по теме: «Электромагнитные возбуждения и доплерон-фононный резонанс в металлах». В 1984 году ей было присвоено учёное звание профессор. В 1988 году она была избрана — член-корреспондентом АН УССР по Отделению физической электроники. Л. Т. Цымбал было написано более двухсот научных трудов и монографий, под её руководством было выполнено более одиннадцать докторских и двадцать четыре кандидатских диссертаций. 

## Основные труды
- Экспериментальное исследование пространственных резонансов в Cd на радиочастотах. - Донецк, 1970. - 128 с.
- Электромагнитные возбуждения и доплерон-фононный резонанс в металлах. - Донецк, 1982. - 334 с[5]

## Награды, звания, премии
- Заслуженный деятель науки и техники Украины (1998)
- Государственной премии УССР в области науки и техники (1980)
- Премия имени К. Д. Синельникова НАН Украины (1997 — за цикл работ по физике фазовых переходов)[1][2][3]